# بوئناویستا (کیندیو)
بوئناویستا (انگلیسی: Buenavista, Quindío) نام یک منطقه مسکونی در کلمبیا است.